# Кириленко Андрій Миколайович
Андрій Миколайович Кириленко (11 грудня 1922, Лиса Гора — 13 березня 2006, Миколаїв) — радянський льотчик-випробовувач, брав участь у першому випробуванні термоядерної бомби в СРСР.

## Життєпис
Народився 11 грудня 1922 року в селі Лиса Гора Первомайського району на Миколаївщині. У 1943 році закінчив Челябінську військову школу стрільців бомбардувальників. У 1944 році закінчив Іванівську вищу офіцерську школу нічних екіпажів (ІВОШНЕ).
З вересня 1944 року по травень 1945 року брав участь у Німецько-радянській війні, як штурман літака 240-го гвардійського бомбардувального авіаційного полку. У цей період на двомоторному бомбардувальнику Іл-4 здійснив 60 вильотів у ворожий тил, переважно вночі. Бомбардував Будапешт, Данциг (Гданськ), Гдиню, військові об'єкти у Пруссії, під Берліном. На початку 1945 року літак Андрія Миколайовича під містом Гдинею (Польща) був підбитий німцями. Екіпажу вдалося посадити підбитий літак уночі на нейтральній території. День Перемоги Кириленко зустрів на території Польщі.
У 1949 році його обрали та зарахували до групи льотчиків, яким належало випробовувати атомну зброю. Формування її було під контролем особисто Лаврентія Берії, група дислокувалася поряд із містом Оршею у Білорусі.
У 1954 році Андрій Кириленко отримав призначення у 35-й бомбардувальний авіаційний полк 71-го полігону. У складі льотного екіпажу йому вперше довелося випробувати термоядерну зброю (РДС-37). У складі екіпажу провів 13-ти разове скидання атомних і водневих бомб на військових полігонах у Казахстані і на острові Нова Земля. За час випробувань 20 разів входив у радіоактивну хмару на літаку-лабораторії.
У 1963 році під час Карибської кризи екіпаж літака, штурманом якого був А. М. Кириленко, знаходився в повній бойовій готовності з атомними боєголовками на борту. 17 березня 1964 року, згідно з наказом Головкома ВПС СРСР № 0226 від 3 березня 1964 року, А. М. Кириленко у званні підполковника звільнений в запас і переїхав на постійне місце проживання до Миколаєва.
13 березня 2006 року Андрій Миколайович Кириленко помер у Миколаєві, похований поряд із дружиною на міському цвинтарі у 7-му (зимовому) секторі.

## Нагороди та відзнаки
- Орден Леніна,
- Два ордени Червоного Прапора,
- Орден Вітчизняної війни I ступеня,
- Орден Червоної Зірки.

## Сім'я
- Дружина — Кириленко Таїсія Миколаївна
- Дві доньки — Галина та Ірина

## Пам'ять
У 2004 році режисер Олександр Топчій зняв 35-хвилинний телевізійний документальний фільм «Штурман», головним героєм якого став Андрій Кириленко.